# Marek Mikołajczyk (prawnik)
Marek Mikołajczyk (ur. 14 października 1952 w Dębnie) – polski prawnik, adwokat, od 2023 członek Trybunału Stanu.

## Życiorys
W 1975 ukończył studia prawnicze na Wydziale Prawa i Administracji Uniwersytetu im. Adama Mickiewicza. W latach 1975–1978 odbywał aplikację sądową w Sądzie Wojewódzkim w Szczecinie. W 1983 uzyskał uprawnienia adwokata. Pracował początkowo w Zespole Adwokackim nr 2 w Szczecinie, w 1989 podjął praktykę w ramach kancelarii prowadzonej ze wspólnikami. Specjalizował się w prawie karnym, był obrońcą m.in. w procesie prezesów Stoczni Szczecińskiej. Pełnił funkcję zastępcy dziekana (1992–1998) i dziekana (1998–2004, 2010–2013) Okręgowej Rady Adwokackiej w Szczecinie. Od 1998 powoływany w skład Naczelnej Rady Adwokackiej, w jej ramach został doradcą prezesa NRA i przewodniczącym Komisji ds. Wizerunku Zewnętrznego i Ochrony Prawnej. Wchodził w skład komisji egzaminacyjnej ds. egzaminu adwokackiego oraz kolegium redakcyjnego miesięcznika „Palestra”.
21 listopada 2023 wybrany na członka Trybunału Stanu z rekomendacji Koalicji Obywatelskiej.

## Odznaczenia
Odznaczony Srebrnym (2001) i Złotym (2011) Krzyżem Zasługi, Złotym Medalem za Długoletnią Służbę (2008), a także odznaką „Adwokatura Zasłużonym” (1994).